# Старая Кимжа
Старая Кимжа — протока нижнего течения Мезени в Мезенском районе Архангельской области России. Устье Старой Кимжи находится в 73 км по левому берегу реки Мезень. Длина составляет 13 км.

## Данные водного реестра
По данным государственного водного реестра России относится к Двинско-Печорскому бассейновому округу, водохозяйственный участок — Мезень от водомерного поста деревни Малонисогорская и до устья. Речной бассейн — Мезень.
Код объекта в государственном водном реестре — 03030000212103000050541.